# Zamanpeyesi (Choucha)
Zamanpeyesi est un village de la région de Choucha en Azerbaïdjan.

## Histoire
En 1992-2020, Zamanpeyesi était sous le contrôle des forces armées arméniennes. En avril 2023, le village de Zamanpeyesi a été restitué sous le contrôle de l'Azerbaïdjan.